# José Alberto Rozo Gutiérrez
José Alberto Rozo Gutiérrez (Cáqueza, 22 de febrero de 1937 – 24 de mayo de 2018) fue un prelado católico colombiano, nombrado vicario apostólico de Puerto Gaitán, Colombia, como obispo titular de Arsennaria, desde 1999 hasta 2012.

## Biografía
Rozo Gutiérrez hizo los estudios primaros en su pueblo Cáqueza y posteriormente cursó el bachillero en el Seminario de los Padres Monfortianos en Choachí (1951-1956) y Filosofía y Teología en el Seminario Mayor del mismo Instituto (1957-1962). Completo sus estudios licenciándose en psicología en la Universidad Javeriana de Bogotá y sociología en Roma.
Fue ordenado sacerdote el 19 de agosto de 1962 e inició su ministerio como profesor en el Seminario Menor de la Compañía de María – Padres Monfortianos entre 1963 y 1965. Después de ello, dirigió el Instituto Departamental Ignacio Pescador en Choachí y Consejero del Superior General durante varios años.
En 1995, fue nombrado como Pro-Prefecto de la Prefectura Apostólica del Vichada y el 29 de enero de 2000 Juan Pablo II lo nombró Vicario Apostólico de Puerto Gaitán, recibiendo su consagración el 19 de marzo de 2000. En marzo de 2012, al cumplir los 75 años, se retiró de la Vicaría de Puerto Gaitán.